# Никотин, Пётр Фёдорович
Пётр Фё́дорович Нико́тин (23 сентября [5 октября] 1889, Болхуны, Астраханская губерния — 21 октября 1937, Бутовский полигон, Московская область) ― протоиерей Русской православной церкви, священномученик.

## Биография
Родился 23 сентября (5 октября) 1889 года в селе Болхуны Енотаевского уезда Астраханской губернии.
Учился в духовной семинарии, затем поступил в Казанскую духовную академию и окончил её со степенью кандидата богословия в 1919 году. Служил священником в Царицыне и Астрахани. Был три раза арестован, но за недоказанностью вины освобождался. Переехал в Москву, где служил в разных храмах.
В 1935 году начал служить в храме Преподобного Сергия Радонежского. Помимо проповедей, проводил беседы с прихожанами, окормлял монахинь нескольких закрытых к тому времени монастырей. Любил после богослужений общаться с молодёжью на церковные и нравственные темы. Это привлекло к нему внимание органов НКВД и в 1936 году на него начали собирать сведения.
В 1937 году отец Пётр был арестован. Его обвинили в том, что он критически отзывался о газете «Правда», о конституции, что его мировоззрение не совпадает с советским, а также что он был организатором контрреволюционной группы священников.
Против него дали показания сторож при церкви и даже некоторые малодушные священники. Из показания одного из них:

«В большие религиозные праздники он произносит проповеди антисоветского характера, вот например: „Без Христа человечество жить не может. Где нет Христа, там ссоры, драки, ругань, там нет ни чести, ни стыда…“ Для воспитания детей в духе веры он систематически среди женщин матерей распространяет церковную литературу… Проповедует Церковь как единственное место спасения для души человеческой…»— 
17 октября 1937 года отец Пётр и четверо прихожан его храма (Виктор Фролов, Иоанн Рыбин, Елизавета Куранова и Николай Кузьмин) тройкой НКВД по Московской области были приговорены к расстрелу. 21 октября 1937 года они были расстреляны на Бутовском полигоне под Москвой, похоронены в безвестной общей могиле.
7 октября 2002 года постановлением Священного Синода священник Пётр Никотин причислен к лику святых новомучеников Российских для общецерковного почитания.
Дни памяти: 21 октября (8 октября по старому стилю), в Соборе новомучеников, в Бутове пострадавших, и в Соборе новомучеников и исповедников Церкви Русской.